# Prelazia Territorial de Jesús María del Nayar
A Prelazia Territorial de Jesús María del Nayar (em latim: Praelatura Territorialis Nayariana de Iesu et Maria) é uma prelazia da Igreja Católica localizada no município  de El Nayar, no estado de Nayarit, pertencente a Arquidiocese de Guadalajara no México. Foi fundada em 13 de janeiro de 1962 pelo Papa João XXIII. Com uma população católica de 138.000 habitantes, sendo 89,6% da população total, possui 16 paróquias com dados de 2021.

## História
Em 13 de janeiro de 1962 o Papa João XXIII cria a Prelazia Territorial de Jesús María del Nayar através dos territórios da Diocese de Colima, Arquidiocese de Durango e da Diocese de Zacatecas.

## Lista de prelados
A seguir uma lista de prelados desde a criação da prelazia em 1962. 
|                                            | Nome                                     | Período     | Notas                                 |
| Prelados                                   | Prelados                                 | Prelados    | Prelados                              |
| ------------------------------------------ | ---------------------------------------- | ----------- | ------------------------------------- |
| 4º                                         | Andrés Sainz Márquez                     | 2025-       | Atual                                 |
| 3º                                         | José de Jesús González Hernández, O.F.M. | 2010 - 2025 | Nomeado Bispo de Chilpancingo-Chilapa |
| 2º                                         | José Antonio Pérez Sánchez, O.F.M.       | 1992 - 2010 |                                       |
| 1º                                         | Manuel Arvizu, O.F.M.                    | 1962 - 1992 |                                       |
| Prelado coadjutor de Jesús María del Nayar |                                          |             |                                       |
|                                            | José Antonio Pérez Sánchez, O.F.M.       | 1990 - 1992 | Nomeado prelado dessa prelazia        |